# Ochs Memorial Museum
L'Ochs Memorial Museum est un musée américain dans le comté de Hamilton, au Tennessee. Protégé au sein du Chickamauga and Chattanooga National Military Park, il est situé en surplomb de la vallée de Chattanooga et constitue à ce titre un point de vue panoramique sous le nom de Ochs Memorial Observatory. Construit dans le style rustique du National Park Service en 1939-1940, il porte le nom d'Adolph Ochs, donateur du National Park Service, qui opère l'établissement.